# Кирил Джоров
Кирил Борисов Джоров е български футболен треньор на малки деца и юноши, както и помощник-треньор на пернишкия тим на квартал Изток – Металург 1957.

## Статистика по сезони
- Вихрен – 1993/94 - Б група, 12 мача/1 гол
- Вихрен – 1994/95 - В група, 21/2
- Вихрен – 1995/96 - В група, 24/2
- Вихрен – 1996/97 - В група, 26/3
- Металург – 1997/98 - A група, 27/2
- Металург – 1998/99 - A група, 25/3
- Миньор – 1999/ес. - A група, 13/2
- Славия – 2000/пр. - A група, 12/1
- Славия – 2000/01 - A група, 20/1
- Славия – 2001/02 - A група, 28/2
- Славия – 2002/03 - A група, 25/2
- Славия – 2003/04 - A група, 24/1
- Славия – 2004/05 - A група, 27/0
- Родопа – 2005/06 - A група, 21/0
- Черно море – 2006/07 - A група, 29/1
- Черно море – 2007/08 - A група, 16/0